# Сессе, Мартин
Марти́н Сессе́ и Лака́ста (исп. Martín Sessé y Lacasta; 1751—1808) — испанский ботаник.

## Биография
Мартин Сессе и Лакаста родился 11 декабря 1751 года в деревне Барагуас на территории муниципалитета Хака. Учился на врача в Сарагосе, в 1775 году переехал в Мадрид, где работал врачом. С 1779 года Сессе работал военным врачом в Новой Испании и Кубе. В 1785 году он переехал в Мехико. К 1789 году Мартин полностью оставил врачебное дело и занялся ботаникой.
В 1786 году король Испании Карл III поддержал организацию предложенной Сессе ботанической экспедиции в Новую Испанию. Мартин Сессе был назначен главой экспедиции, он также стал директором Королевского ботанического сада. Перед экспедицией Сессе посетил Кубу, Пуэрто-Рико и Санто-Доминго. В мае 1788 года команда ботаников начала исследовать юго-западную часть Мексики. Когда группа, в 1790 году, достигла Гвадалахары, она разделилась на две части. Х. М. Мосиньо, Х. Д. дель Кастильо и А. Эчеверриа-и-Годой направились в Агуаскальентес через Аламос, а Сессе — через Синалоу. В 1793 году умер дель Кастильо. Экспедиция продолжила исследование южной Мексики. Учёные снова разделились на две группы, возглавляемые Мосиньо и Сессе, и встретились в Кордове. Затем они вернулись в Мехико. В марте 1794 года Сессе получил разрешение на продолжение экспедиции в Центральную Америку. Он и Эчеверриа отправились на Кубу, Мосиньо и другие ботаники исследовали флору Гватемалы.
В 1803 году по приказу короля Сессе, Мосиньо и другие члены экспедиции вернулись в Испанию. Обработка материалов, привезённых из этой экспедиции заняла около двух лет. В 1805 году Сессе и Мосиньо стали членами Королевской Академии медицины. Сессе умер 4 октября 1808 года, Мосиньо был впоследствии вынужден выехать из Испании во Францию. Затем он вернулся в Испанию и умер в июне 1819 года.
Изданы были книги Мосиньо и Сессе лишь к концу XIX века, через 85 лет после завершения экспедиции.

## Некоторые научные работы
- Sessé y Lacasta, M.; Mociño, J.M. (1887—1890). Plantae Nouae Hispaniae. 175 p.
- Sessé y Lacasta, M.; Mociño, J.M. (1891—1897). Flora mexicana. 263 p.

## Роды, названные в честь М. Сессе и Лакасты
- Sessea Ruiz & Pav., 1794